# 細網結合組織
細網結合組織（さいもうけつごうそしき、英:reticular connective tissue）とは結合組織の1つ。細網組織とも呼ばれる。造血組織の構成要素であり、免疫系に関与する。